# Josefus (1 Makkabeeën)
Josefus of Jozef, de zoon van Zacharias (Zekarja), is een persoon in het deuterocanonieke Bijbelboek I Makkabeeën 5:18 en 56-62. Hij krijgt met Azarias van Judas Maccabeüs de leiding over het volk in Judea met de uitdrukkelijke opdracht zich niet tot een gevecht met de vijanden te laten verleiden. Wanneer ze over de successen van Judas en zijn broer horen willen ze zelf ook roem verwerven, maar dat loopt uit op een nederlaag en flinke verliezen.